# Philippe Brunet-Lecomte
Pour les articles homonymes, voir Brunet et Lecomte.
Cet article possède un paronyme, voir Philippe Brunet.
Philippe Brunet-Lecomte, né le 16 mai 1954 à Lyon, est un journaliste et écrivain français.

## Biographie

### Formation
Ancien élève des Jésuites, il obtient un DEA de sciences économiques (analyse, épistémologie et histoire) à l'université Lyon II. Il suit ensuite une formation en radio au CFPJ de Paris.

### Carrière

#### L'Est républicain
En 1980, il entre à L'Est républicain comme reporter faits divers et justice. Il y devient membre du conseil de rédaction, élu sur une liste SNJ-CFDT-CGT. Il est le premier à publier un article lançant l'affaire Simone Weber en juillet 1985.

#### Lyon Figaro
En 1993, il participe au lancement de l'édition lyonnaise du Figaro. Grand reporter, il publie une série de grandes enquêtes notamment sur la scientologie où il s'est infiltré pendant plusieurs mois en se faisant passer pour un adepte. Il couvre également le procès Barbie[réf. nécessaire].

#### Lyon Mag
En mai 1995, il fonde Lyon Mag, un magazine d'informations lyonnaises dont il devient le PDG et le directeur de la publication et qu'il introduit en bourse en 2002. 
Ce magazine se fait remarquer par des reportages amenant à des procédures judiciaires ou des polémiques. 
À l'automne 2002, Lyon Mag fait scandale en publiant l'interview d'un œnologue qui affirme : le beaujolais nouveau est « un vin de merde ». 56 syndicats de viticulteurs portent plainte pour dénigrement. Le journal est condamné à 350 000 euros de dommages et intérêts par le tribunal de Villefranche-sur-Saône. Condamnation réduite en appel, avant que la cour de cassation l'annule en estimant que cette interview relevait de la « liberté de critique » en juin 2005[réf. nécessaire]. 
En 2004, Philippe Brunet-Lecomte est condamné pour diffamation pour avoir publié dans Lyon Mag un article mettant en cause la sincérité de la comptabilité de l'Olympique lyonnais et la probité de ses opérations financières.
La même année, Philippe Brunet-Lecomte est mis en examen pour apologie de crime pour avoir publié dans Lyon Mag une interview d'Abdelkader Bouziane, imam à Vénissieux, où ce dernier justifiait la lapidation des femmes adultères. En 2005, l'imam, expulsé dans l'intervalle, est débouté en première instance de sa plainte pour diffamation. Cependant la cour d'appel condamne Philippe Brunet-Lecomte à 2500 euros de dommages et intérêts, condamnation confirmée en cassation. Ce n'est qu'en 2010 que la Cour européenne des droits de l'homme conclut à ce que la France avait méconnu en cette affaire la liberté d'expression du journaliste..
En 2007, Christian Latouche, PDG du groupe Fiducial, un actionnaire minoritaire du magazine cherche à prendre le pouvoir à Lyon Mag.  Malgré la mobilisation de la rédaction,, la Cour de cassation valide l'achat du titre par Christian Latouche et Philippe Brunet-Lecomte démissionne en décembre 2008. Ce conflit se poursuivra plus tard : en 2011, Philippe Brunet-Lecomte est accusé par Fiducial de falsification de bilan, abus de biens sociaux, et de banqueroute par détournement d'actif au moyen d'une saisine du juge d'instruction.
En 2008, Lyon Mag est au cœur d'une polémique à propos d'un reportage diffusé sur France 2 dans le cadre d'Envoyé spécial : il apparait qu'une partie du reportage consacré à un homme d'affaires lyonnais, actionnaire de Lyon Mag et annonceur régulier dans ce journal, a été réalisé par des salariés de Lyon Mag.

#### Mag 2 Lyon
Après sa démission de Lyon Mag, Philippe Brunet-Lecomte et son équipe créent une coopérative pour lancer un nouveau magazine Mag2Lyon,.
Le 28 février 2012, Philippe Brunet-Lecomte en qualité de directeur de la publication du magazine Mag2Lyon est condamné pour diffamation publique envers Jean-Michel Aulas et la SASP Olympique Lyonnais pour la publication de l'interview d'un sociologue sur les rapports entre le football et la prostitution « Ils jouent avec les filles comme avec un ballon ». Philippe Brunet Lecomte a fait appel de cette condamnation[réf. nécessaire].

## Publications

### Auteur
- La folle aventure du patron élu - Éditions Filipacchi
- Sans la liberté de blâmer - Éditions ACA
- La Mouche - Lyon Mag Éditions

### Éditeur
- Tarik Ramadan dévoilé - de Lionel Favrot - Lyon Mag Éditions
- Aulas, l'enquête interdite - de Thomas Nardonne - Lyon Mag Éditions et Danger Public
- Lyonnais célèbres - en 5 volumes - Lyon Mag Éditions